# Каарел Еенпалу
Каарел Еенпалу (ест. Kaarel Eenpalu; до 1935 — Карл Август Ейнбунд ест. Karl August Einbund; 26 травня 1888, Дерптський повіт, Ліфляндська губернія, Російська імперія — 27 чи 28 січня 1942, Кіровська область, РРФСР) — естонський державний діяч, старійшина та глава уряду країни наприкінці 1930-их років.
Жертва російського окупаційного терору.

## Життєпис
Закінчив приватну гімназію Треффнера. У 1909–1914 роках вивчав право у Юріївському університеті (нині — Тартуський університет), закінчив Московський університет. У студентські роки займався журналістикою, входив до складу редакційної колегії газети «Postimees». Брав участь у Першій світовій війні, 1917 закінчив Павловське військове училище. У 1917—1918 роках командував сформованим під його керівництвом 5-им батальйоном 1-ї естонської артилерійської бригади.
З 1918 брав участь у Визвольній війні. Того ж року очолив батальйон, сформований з учнів старших класів середніх шкіл Тарту. 1919 — командир 7-ї батареї естонського артилерійського полку.
1919 року став членом Установчих зборів. У 1919—1920 роках був державним контролером. 1920 — головний редактор газети Tallinna Teataja. Був членом Народної партії, з 1923 року брав участь у діяльності Об'єднання аграріїв.
У 1920, 1921–1924 та 1924—1926 роках очолював міністерство внутрішніх справ. 1924 року був головним редактором газети Kaja. У 1926–1932 та 1933–1934 роках очолював Державні збори (Рійгікогу), член парламенту п'яти скликань. У липні — листопаді 1932 року був державним старійшиною (фактичний глава держави). У 1934—1938 роках знову займав пост міністра внутрішніх справ, був ініціатором процесу «естонізації» імен і прізвищ країни. У 1938—1940 роках — депутат Державних представницьких зборів. У 1938—1939 — прем'єр-міністр. У 1939–1940 — генеральний директор державної компанії Eesti Fosforit.
У 1930—1932 роках очолював молодіжну організацію «Молоді орли». У 1930–1935 був головою Естонсько-польського товариства, 1932 — головою Палати сільського господарства. У 1923—1940 роках був членом Естонського Олімпійського комітету. Був почесним членом ради офіцерів 2-го артилерійського полку.
1940 року був заарештований на власному хуторі. Був засуджений до тривалого терміну позбавлення волі та ув'язнений у таборі. Театральний діяч Степан Рацевич, який разом із ним перебував в ув'язненні, залишив дві характеристики щодо нього. Перша належить до літа 1941:
|  | Тримався він з гідністю, ні на хвилину не забуваючи, що у минулому він член уряду, лідер найвпливовішої партії землеробців. Його постійно оточувала молодь, оберігаючи від зайвих клопотів у тюремному житті. |

Друга характеристика належить до початку 1942. Тоді Еенпалу, одягнутий у тілогрійку з чужого плеча, худий і блідий, утримувався у Вятлагу, де працював банщиком. Він розповів Рацевичу, що
|  | працювати доводиться цілодобово. Трударі миються з вечора до пізньої ночі, а з ранку – табірні «бовдури». Відпочиваю лише кілька годин удень. Не знаю, кому з нас важче: вам у лісі, але на свіжому повітрі, чи мені тут у цьому смердючому вертепі дихати випаровуваннями брудних тіл і сирим повітрям. Почуваю себе погано. Груди болять, кашель душить. Ходив до лікаря, а оскільки температура невелика, постійно тридцять сім з гаком, у стаціонар не кладуть, ковтаю порошки, нічого не допомагає… |

За тиждень після тієї розмови Еенпалу захворів на крупозне запалення легенів, а ще за тиждень помер.

## Родина
Був одружений з Лінодою Маріє (1890–1967), головою Талліннського жіночого клубу й Економічної палати, членом Державної ради. 1941 року була заарештована, до 1956 перебувала на поселенні у Томській області. У родині було четверо дочок. Дві дочки були разом із матір'ю депортовані до Томської області, де пробули 15 років, ще дві уникнули депортації та виїхали до Німеччини 1944 року.